# Humphrey Searle
Pour les articles homonymes, voir Searle.
Répertoire
musique romantique, musique sérielle
Humphrey Searle, né à Oxford le 26 août 1915 et mort à Londres le 12 mai 1982, est un compositeur et musicologue anglais, connu comme étant l'auteur des deux volumes du catalogue complet des œuvres de Franz Liszt (environ mille œuvres répertoriées), utilisant la lettre S, initiale de son nom, comme préfixe de numérotation. 

## Biographie
Il étudia au Royal College of Music avec John Ireland en 1937 puis en cours privés avec Anton Webern à Vienne. De 1938 à 1948, il travailla à la BBC (sauf pendant la période de guerre), fut conseiller musical du ballet Sadler's Wells de 1951 à 1957, puis compositeur résident de l'Université Stanford en Californie. Il fut également professeur de composition au Royal College of Music.
Admirateur précoce de la musique de Franz Liszt qu'il découvrit grâce à Constant Lambert, il joua un rôle prépondérant dans la fondation de la Société Liszt, dont il devint secrétaire honoraire en 1950. Searle est connu pour son catalogue complet des œuvres de Liszt. Son système de numérotation fait aujourd'hui autorité - repris notamment dans les articles suivants :
- Liste des compositions de Franz Liszt (S.1 - S.350)
- Liste des compositions de Franz Liszt (S.351 - S.999)

À partir de 1946, il utilise le dodécaphonisme sériel dans la quasi-totalité de ses œuvres.

## Compositions

### Opéras
- Le Journal d'un fou, op.35, d'après la nouvelle de Gogol (1958)
- La Photo du colonel, op.41, d'après Ionesco (1964)
- Hamlet, op.48, d'après la pièce de Shakespeare (1964–1968)

### Ballets
- Noctambules, op.30 (1956)
- Le grand paon, op.34a (1957–58)
- Dualités, op.39 (1963)

### Orchestre
- Variations on an Elizabethan Theme, suite pour orchestre à cordes écrite en collaboration avec Lennox Berkeley, Benjamin Britten, Arthur Oldham, Michael Tippett et William Walton (1953) sur le thème Sellinger's Rounde de William Byrd,
- Symphonie nº 1, op.23 (1953)
- Symphonie nº 2, op.33 (1956–58)
- Symphonie nº 3, op.36 (1958–60)
- Symphonie nº 4, op.38 (1961–62)
- Symphonie nº 5, op.43 (1964)
- Labyrinth, op.56 (1971)

### Concertos
- Concerto pour piano no 1, op. 5 (1944)
- Concertante, op. 24, pour piano, cordes et percussions (1954)
- Concerto pour piano no 2, op. 27 (1955)

### Suites symphoniques
- Suite no 1, op. 1, pour cordes (1942)
- Night Music, op. 2 (1943)
- Suite no 2, op. 4 (1943)
- Poème pour 22 cordes, op. 18 (1950)
- Scherzi, op. 44 (1964)
- Hamlet Suite, op. 48a (1968)
- Sinfonietta, op. 49 pour 9 instruments (1968–1969)
- Zodiac Variations, op. 53 (1970)
- Tamesis, op. 71 (1979)

### Chœurs et instruments
- Gold Coast Customs, op.15 (1947–1949) pour récitant, chœur d’hommes et orchestre
- The Riverrun, op.20 (1951) d'après Finnegans Wake de James Joyce, pour récitant et orchestre
- The Shadow of Cain, op.22 (1952) d'après Edith Sitwell, pour récitant, chœur d’hommes et orchestre
- Jerusalem, op.52 (1970) d'après William Blake, pour récitant, ténor solo, chœur d’hommes et orchestre
- My Beloved Spake, op.67 (1976) pour chœur et orgues
- Dr Faustus, op.69 (1977) pour récitant, chœur et orchestre

### Chant et orchestre
- 3 chansons de Jocelyn Brooke, op.25 (1954) pour soprano et ensemble
- Oxus, op.47 (1967) d'après Matthew Arnold, pour ténor et orchestre
- Kubla Khan, op.60 (1973) d'après le poème de Coleridge, pour ténor et orchestre
- Contemplations, op.66 (1975) d'après Ann Bradstreet, pour mezzo-soprano et orchestre

### Chœurs a cappella
- Cantique de la Rose, op.46 (1965) d'après Edith Sitwell
- Rhyme Rude to My Pride, op.62 (1974) pour chœur d'hommes

### Musique de chambre
- Quintette avec basson, op.6 (1945)
- Intermezzo pour 11 instruments, op.8 (1946)
- Quatuor pour clarinette, basson, violon et alto, op.12 (1948, un bel exemple de palindrome en musique) [1]
- Passacaglietta in nomine Arnold Schoenberg, op.16 (1949) pour quatuor à cordes
- Gondoliera, op.19 (1950) pour cor anglais et piano
- The Owl and the Pussy-Cat (« Le hibou et le chaton ») (1951) pour récitant, flûte, violoncelle et guitare
- Deux chats pratiques (d’après T.S. Eliot) pour récitant, flûte/piccolo, violoncelle et guitare
- Suite pour clarinette et piano (1956)
- Trois mouvements pour quatuor à cordes (1959)
- Fantaisie pour violoncelle (1972)
- Five (1974) pour guitare
- Il Penseroso e L'Allegro, op.64 (1975) pour violoncelle et piano

### Mélodies
- Counting the Beats, op.40 (1963) pour soprano et piano
- Les fleurs du mal, op.58 (1972) d'après Baudelaire, pour ténor, cor et piano

### Piano
- Sonate, op.21 (1951), écrite en hommage à Franz Liszt
- Suite, op.29 (1955)
- Prélude sur un thème de Rawsthorne, op. 45 (1965)

## Discographie
1. Symphonies nº 1 & nº 4, Night Music, Ouverture pour un drame - BBC Scottish Symphony Orchestra, dir. Alun Francis - CD CPO 999 541-2 (1999)
2. Symphonies nº 2, nº 3 & nº 5 - BBC Scottish Symphony Orchestra, dir. Alun Francis - CD CPO 999 376-2 (1996)